# Un ennemi du peuple (film, 1978)
Cet article concerne le film de George Schaefer. Pour le film de Satyajit Ray, voir Un ennemi du peuple.
Pour les articles homonymes, voir Un ennemi du peuple.
Un ennemi du peuple (An Enemy of the People) est un film américain réalisé par George Schaefer en 1976, sorti en 1978.

## Synopsis
Dans une petite ville thermale de Norvège, à la fin du XIXe siècle, le docteur Stockman reçoit du laboratoire les résultats des prélèvements qu'il a réalisés et qui attestent de la pollution des eaux. Désireux d'alerter l'opinion pour entreprendre des travaux de rénovation indispensables, il se heurte à l'opposition de son frère Peter, maire de la ville, qui craint des conséquences économiques désastreuses.
Petit à petit, toute la population se ligue contre le médecin et sa famille qui sont considérés comme des ennemis du peuple.

## Fiche technique
- Titre français : Un ennemi du peuple
- Titre original : An Enemy of the People
- Réalisation : George Schaefer
- Scénario : Alexander Jacobs (en) d'après la pièce Un ennemi du peuple d'Henrik Ibsen
- Producteur : George Schaefer
- Musique : Leonard Rosenman
- Photographie : Paul Lohmann
- Montage : Sheldon Kahn (en)
- Pays de production : États-Unis
- Format : couleurs - panavision 2.35:1 - Mono - 35 mm
- Genre : drame
- Durée : 103 minutes
- Date de sortie : 
  - États-Unis : 1978

## Distribution
- Steve McQueen : Docteur Thomas Stockman
- Charles Durning : Peter Stockman
- Bibi Andersson : Catherine Stockman
- Richard Dysart : Aslaksen
- Eric Christmas : Morten Kill
- Michael Cristofer : Hovstad
- Richard Bradford : Capitaine Forster
- Michael Higgins : Billing

## Autour du film
- Après le tournage de La Tour infernale (The Towering Inferno) en 1974, Steve McQueen décide de mettre sa carrière au ralenti et refuse de très nombreuses propositions comme Un pont trop loin ou encore Apocalypse Now. Il doit néanmoins s'acquitter d'une obligation vis-à-vis de la Warner et vraisemblablement dans le but de se faire plaisir, et cela sans que le studio hollywoodien puisse en dégager du profit, il accepte de tourner dans une production culturelle anti-commerciale, adapté d'une œuvre théâtrale.
- Dérouté par le film et la prestation de Steve McQueen, Warner le diffusera dans un très petit nombre de salles aux États-Unis, et seulement 2 ans et demi après son achèvement.